# Antoine Bailleux
Pour les articles homonymes, voir Bailleux (homonymie).
Antoine Bailleux (né vers 1730 et mort à Paris le 22 juin 1800), est un violoniste et un éditeur de musique parisien, actif de 1761 à sa mort.

## Biographie

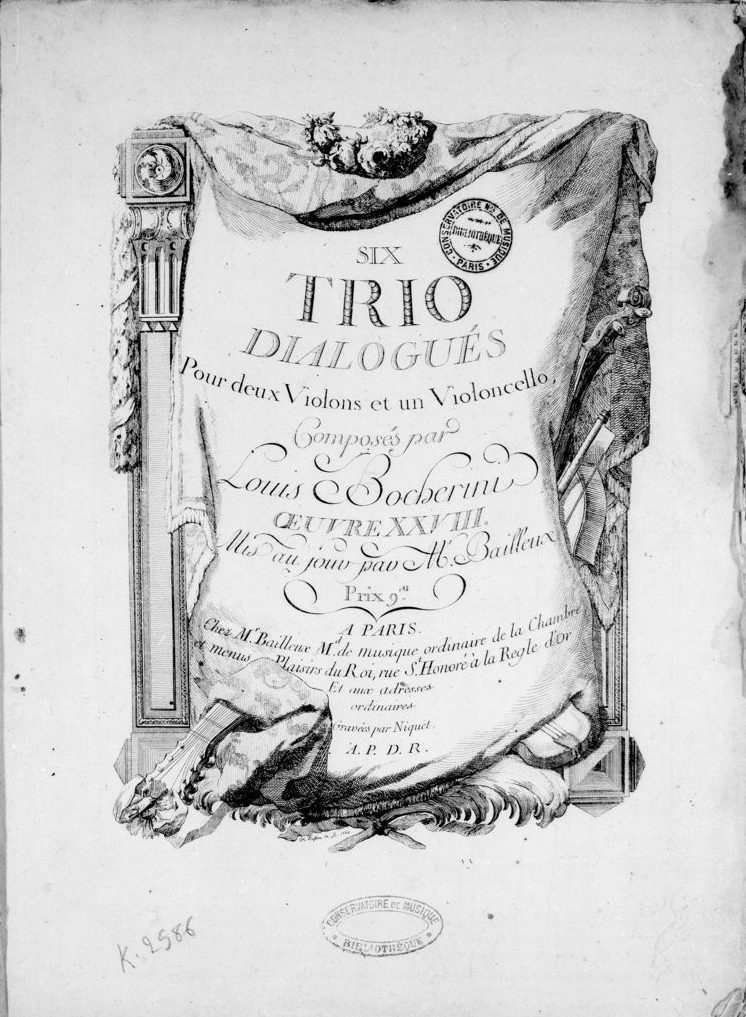
Page de titre des 6 Trios op. 28 de Luigi Boccherini (Bailleux, Paris 1779).

Bailleux est marchand de musique de la Chambre et des Menus Plaisirs du Roi entre 1772 et 1778 ; puis marchand de musique ordinaire du Roi et de la famille royale 1779 à la révolution.
Il est l'éditeur principal des compositeurs Jean-Baptiste Davaux, du chevalier Joseph Bologne de Saint-George et de Gossec ; mais il publie aussi Grétry, Jean-Frédéric Edelmann, Jean-Baptiste Vanhal, Ignaz Fränzl, Ernst Eichner, Dittersdorf, Ivan Mane Jarnowick (Giornovichi), Carl Joseph Toeschi, Tommaso Giordani et Luigi Boccherini.
En 1777, il publie sous le numéro XXVI et le nom de Joseph Haydn, une série de six quatuors à cordes désignée ensuite comme opus 3. Depuis les années 1960, le recueil est plutôt attribué au grand admirateur de J. Haydn, et ami de Joseph Martin Kraus, le compositeur allemand Roman Hoffstetter. Cette pratique est assez courante chez les éditeurs, désirant améliorer la diffusion de leur production. Hoffstetter se serait moins vendu que Haydn.
Ses adresses parisiennes, figurant sur les pages de titre des partitions sont : 
- Rue Porte-au-Foin, près des Enfants Rouges
- Rue Saint-Honoré (près de la rue de la Ferronnerie ; vis-à-vis la rue des Bourdonnais ; près celle de la Lingerie, n° 198)
- Rue (ci-devant Honoré et actuellement) d'Orléans, n° 17 (près celle des Deux-Écus ; quartier Honoré ; hôtel du Mouton)
- Rue des Deux-Écus, n° 22.

Son enseigne était : « À la Règle d'or ».
Les demoiselles Érard sont mentionnées comme « successeurs de feu Bailleux » en 1802.
Certains auteurs (Fétis notamment) ont donné une date de décès trop ancienne de dix ans, alors que l’Almanach du commerce de Paris de 1800–1801 le cite encore.

Quelques œuvres parues chez Bailleux
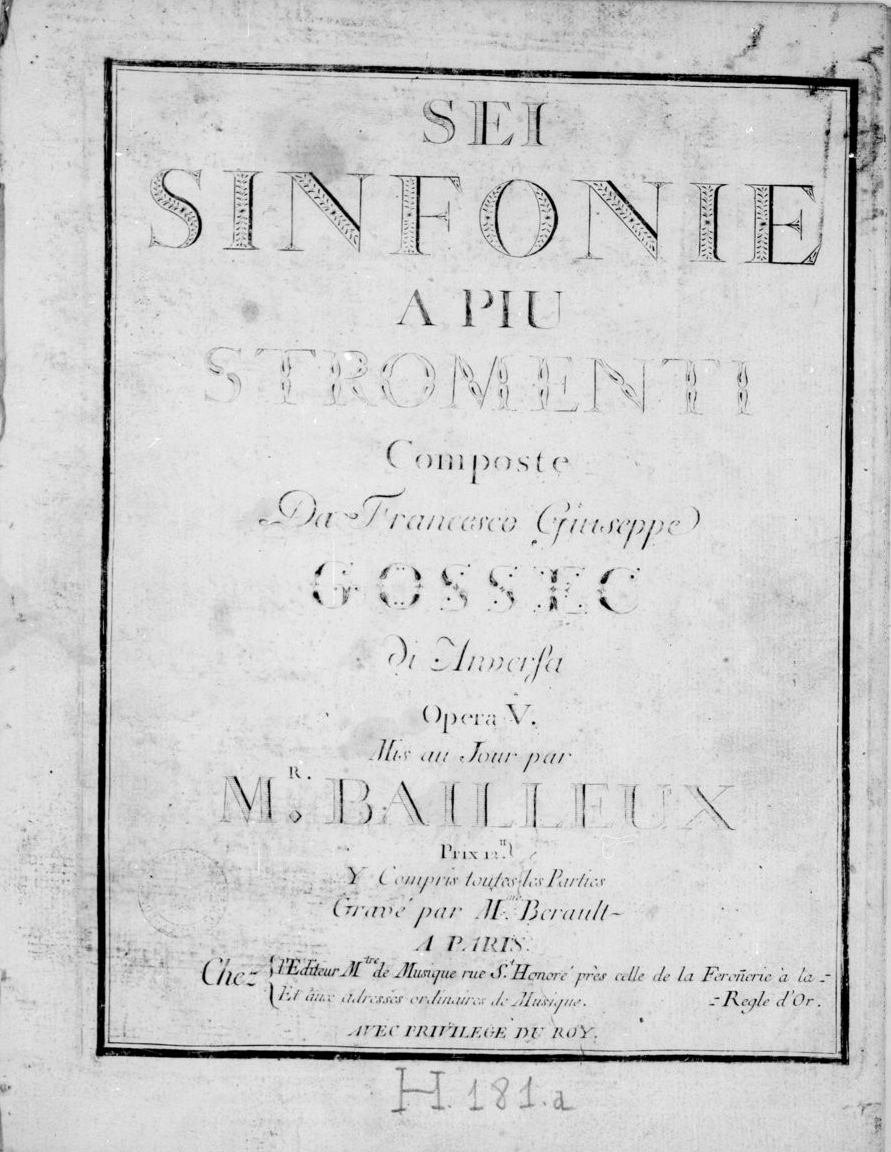
6 Symphonies, op. 5 de Gossec (Bailleux, 1762)
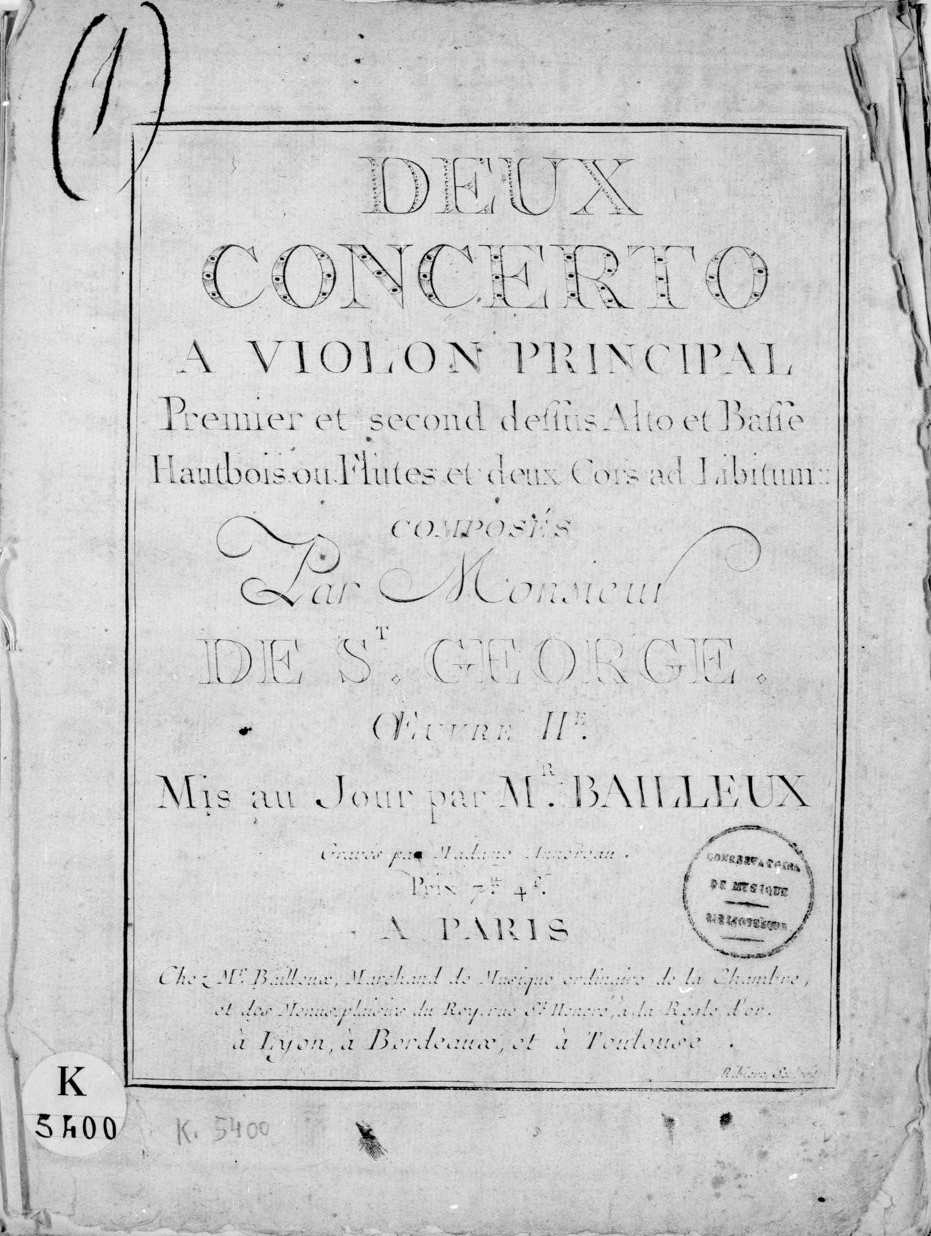
Concertos pour violons, op. 2 du chevalier de St-Georges (Bailleux, 1773)
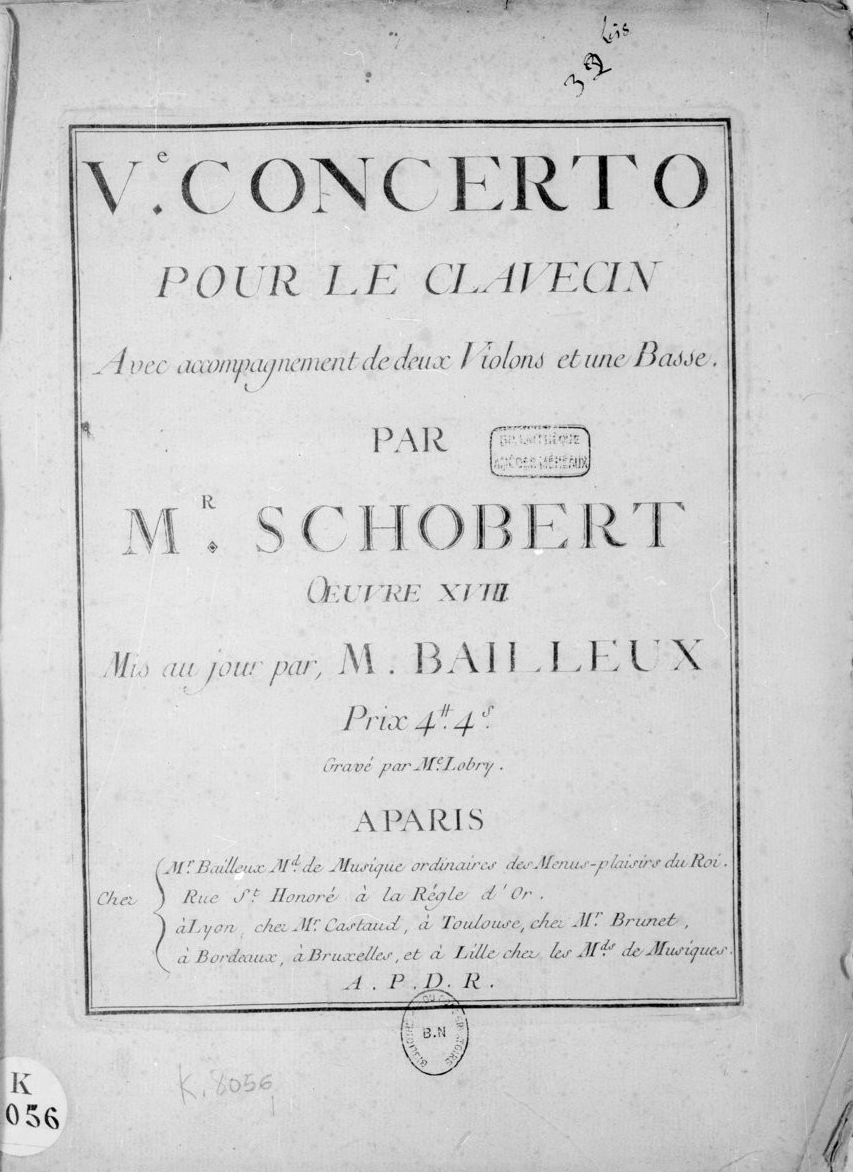
Concerto pour clavecin, op. 18 de Schobert (Bailleux, 1776)

## Méthode
Bailleux, est l’auteur d’une Méthode raisonnée pour apprendre à jouer du violon avec le doigté de cet instrument et les différents agréments dont il est susceptible, précédée des principes de musique.